# ФК Млади радник Радинац
ФК Млади радник је српски фудбалски клуб из Радинца, град Смедерево. Тренутно се такмичи у Зони Дунав, четвртом такмичарском нивоу српског фудбала.

## Историја
Клуб је основан 1940. године под именом ФК "Радинац." Играо је и за време окупације, али ретко. Године 1945. мења име у ФК "Млади борац", али већ 1946. године добија назив ФК "Млади радник." Године 1954. први пут је званично регистрован. Такмичио се у најнижен рангу све до 1968. године. У сезони 1975/76. пласирао се у Посавско-подунавску зону. У августу 1986. године квалификовао се у Другу Српску лигу - Север. У августу 1992. године пласирао се у Српску лигу - Запад. Општински куп освајао је седам пута. Име стадиона је "Лужањак" који је изграђен 1985. године.